# Eriospermum krauseanum
Eriospermum krauseanum är en sparrisväxtart som beskrevs av Karl von Poellnitz. Eriospermum krauseanum ingår i släktet Eriospermum och familjen sparrisväxter.
Artens utbredningsområde är Namibia. Inga underarter finns listade i Catalogue of Life.